# 삼수령
삼수령(三水嶺)은 강원특별자치도 태백시 삼수동과 황연동의 경계에 있는 해발 935m의 고개로, 피재라고도 한다. 국도 제35호선 및 백두대간이 통과하며 낙동정맥의 출발점이다. 삼수(三水)라는 이름이 붙은 이유는 물이 3개 방면으로 갈라지기 때문인데, 하늘에서 떨어진 빗물이 북쪽으로 가면 한강을 통해 서쪽의 황해로, 동쪽으로 가면 오십천을 통해 동쪽의 동해로, 남쪽으로 가면 낙동강을 통해 남해로 가게 된다. 